# Abelova sumace
V matematice je Abelova sumace, pojmenovaná po Nielsi Henriku Abelovi, přepisem n-tého členu posloupnosti na rozdíl dvou po sobě jdoucích členech součtové řady dané touto posloupností.

## Definice
Mějme dvě posloupnosti {\displaystyle (a_{n})} a {\displaystyle (b_{n})}, kde n=1,2,3,...
a definujme {\displaystyle A_{n}=\sum _{k=1}^{n}a_{k}}.

Tedy {\displaystyle a_{k}=A_{k}-A_{k-1}} 

Potom 
{\displaystyle \sum _{k=1}^{n}a_{k}b_{k}=\sum _{k=1}^{n}(A_{k}-A_{k-1})b_{k}=} 

{\displaystyle =\sum _{k=1}^{n}A_{k}b_{k}-\sum _{k=1}^{n}A_{k-1}b_{k}=\sum _{k=1}^{n}A_{k}b_{k}-\sum _{k=0}^{n-1}A_{k}b_{k+1}}

A protože {\displaystyle A_{0}=0}, tak můžeme druhou sumu indexovat od jedničky.
{\displaystyle \sum _{k=1}^{n}A_{k}b_{k}-\sum _{k=1}^{n-1}A_{k}b_{k+1}=\sum _{k=1}^{n-1}A_{k}(b_{k}-b_{k+1})+A_{n}b_{n}}

Což je výsledek.

## Použití
Abelovy sumace se používá zejména v matematických důkazech, když potřebujeme upravit součin dvou posloupností. Využíváme jí např. při důkazech kritérií konvergence součtové řady - Dirichletovo a Abelovo kritérium.